# Teroristický útok na srílanskou kriketovou reprezentaci v Láhauru
K teroristickému útoku na srílanskou kriketovou reprezentaci došlo 3. března 2009 v 8:40 hodin na kruhovém objezdu na náměstí Svobody v Láhauru v Pákistánu, zhruba 500 metrů od stadionu Muammara Kaddáfího, kde se měl v ten den odehrát přátelský kriketový zápas Pákistán – Srí Lanka.

## Pozadí
Přátelské utkání se Srí Lankou bylo náhradou za zrušené přátelské utkání s Indií, neboť indická kriketová reprezentace cestu do Pákistánu odřekla po teroristických útocích v Bombaji.

## Útok

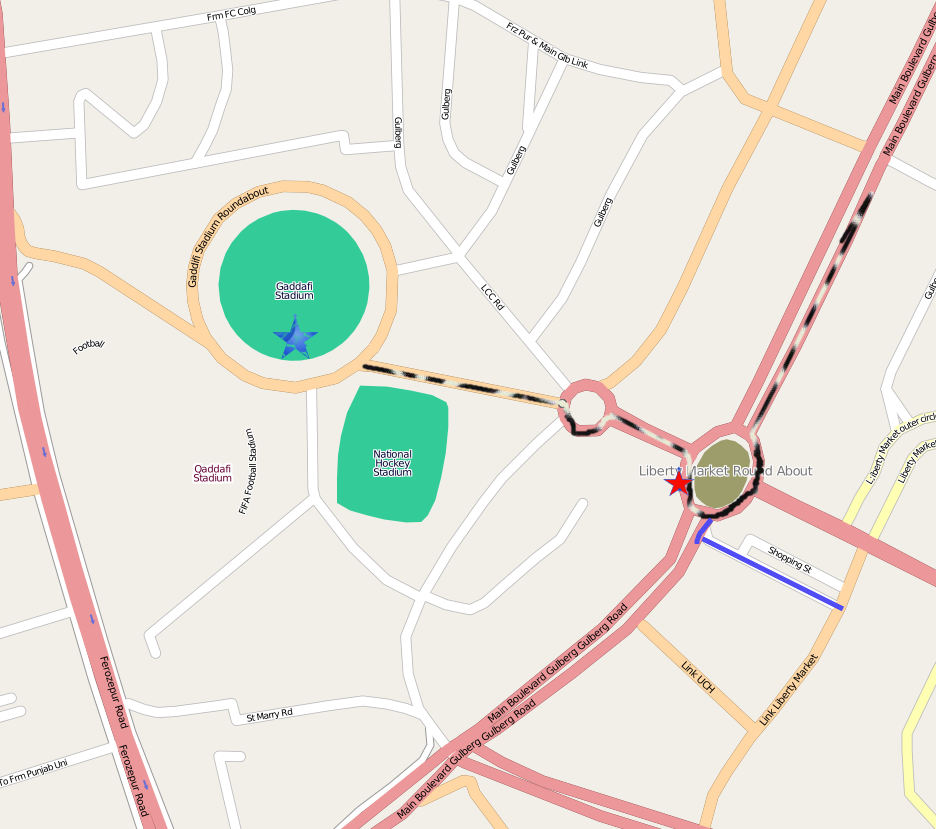
Černobíle přerušovaná čára ukazuje cestu autobusu se srílanskou kriketovou reprezentací a modrou čárou je vyznačena úniková cesta teroristů z místa útoku

Ve chvíli, kdy autobus se srílanskou reprezentací opouštěl kruhový objezd na náměstí Svobody, zahájila skupina 12 ozbrojenců střelbu na autobus a dokonce na něj vypálila i raketu, která ale autobus minula. Pod autobus byl i hozen granát, ten ale také explodoval až poté, co přes něj autobus přejel. Řidič autobusu Mehar Mohammad Khalil po zahájení palby ani na okamžik nezastavil a pokračoval dál v jízdě až ke stadionu Muammara Kaddáfího, kde bylo zraněným hráčům Srí Lanky poskytnuto základní ošetření. Dva hráči Thilan Samaraweera a Tharanga Paranavitana byli hospitalizováni v nejbližší nemocnici a zbytek mužstva byl vrtulníky pákistánské armády přepraven na letiště, odkud nejbližším volným letem odletěl zpátky do Kolomba. Po úniku autobusu z místa útoku došlo k přestřelce mezi teroristy a pákistánskou policií, která autobus doprovázela a opětovala palbu. Na kruhovém objezdu v tu chvíli uvízl minibus s rozhodčími a delegáty utkání, jehož řidič byl zabit. Zhruba po 20 minutách teroristé z místa útoku utekli.

## Oběti útoku
Bylo zabito celkem 8 lidí - 6 pákistánských policistů, řidič minibusu s rozhodčími a delegáty utkání a jeden civilista.

### Zranění aktéři utkání
- Thilan Samaraweera – hráč Srí Lanky
- Tharanga Paranavitana – hráč Srí Lanky
- Ajantha Mendis – hráč Srí Lanky
- Chaminda Vaas – hráč Srí Lanky
- Suranga Lakmal – hráč Srí Lanky
- Mahela Jayawardene – hráč Srí Lanky – kapitán
- Kumar Sangakkara – hráč Srí Lanky – asistent kapitána
- Paul Fabrace – asistent trenéra Srí Lanky
- Ahsan Raza – rezervní rozhodčí utkání

### Hrdinské činy
Pákistánský řidič autobusu se srílanskou reprezentací Mehar Mohammad Khalil nejspíše zachránil několika srílanským hráčům život tím, že po zahájení palby nezastavil a pokračoval dál v jízdě ke stadionu. Poté, co byl postřelen rezervní rozhodčí Ahsan Raza, jej hlavní rozhodčí zápasu Angličan Chris Broad zalehl a ochránil tak před dalším zraněním.

## Vyšetřování
Dva dny po útoku 5. března 2009 nechal guvernér provincie Paňdžáb Salmaan Tasser vypsat odměnu 10 milionů rupií za informace vedoucí k dopadení teroristů odpovědných za útok. Pákistánská policie postupně pozatýkala zhruba 250 podezřelých, převážně členů místních militantních hnutí  Jaish-e-Mohammed, Lashkar-e-Jhangvi a Lashkar-e-Taiba. Pachatele útoku se ale zjistit nepodařilo, mezi hlavními podezřelými jsou 3 již výše zmíněné organizace a z nich pak především Lashkar-e-Taiba, která v roce 2004 dokonce vyhlásila fatvu proti hraní kriketu, dalšími podezřelými organizacemi také jsou Tálibán, Al-Káida a LTTE.

## Vznik konspiračních teorií
Později vzniklo i několik konspiračních teorií obviňujících z podílu na útoku pákistánskou nebo paňdžábskou vládu popř. i pákistánskou kriketovou radu (PCB). Tyto teorie se především opírají o fakt, že oba týmy i rozhodčí byli před zápasem ubytováni ve stejném hotelu a na stadion měli přijet společně v jednom konvoji, ale autobus s pákistánskou reprezentací se zhruba o 5 minut opozdil za autobusem se srílanskou reprezentací a minibusem s rozhodčími a delegáty utkání.[zdroj?]

## Důsledky
Novozélandská kriketová reprezentace odřekla přátelské utkání, které měla sehrát v Pákistánu v prosinci 2009 a plánované přátelské utkání v Pákistánu také odložila bangladéšská kriketová reprezentace. Dále v roce 2011 měl Pákistán spolu s Indií, Srí Lankou a Bangladéšem pořádat mistrovství světa v kriketu. V Pákistánu se mělo uskutečnit celkem 14 utkání včetně jednoho semifinálového zápasu, ale po útoku na srílanskou reprezentaci Mezinárodní kriketová rada (ICC) odebrala Pákistánu spolupořadatelství a ze 14 zápasů hraných v Pákistánu přeložila 8 do Indie, 4 na Srí Lanku a 2 do Bangladéše.